# Neave Parker
William Neave Parker (* 1910 in Gainsborough, Lincolnshire; † 16. Mai 1961 in West Middlesex, Mercer County, Pennsylvania), meist als Neave Parker zitiert, war ein britischer Tiermaler und Paläokünstler, der vornehmlich am Natural History Museum in London tätig war.

## Leben
Parker war der Sohn von Samuel Wardle und Annie Parker. Er begann zunächst als Bankangestellter, brach dieses Engagement jedoch nach einer katastrophalen Woche wieder ab. Nachdem er eine kurze Zeit als Landvermesser gearbeitet hatte, diente er während des Zweiten Weltkriegs bei der Royal Air Force in der fotografischen Einheit. Nach dem Krieg erhielt er eine Anstellung am Natural History Museum (zu der Zeit British Museum of Natural History) in London, wo er die Bekanntschaft mit dem Zoologen Maurice Burton (1898–1992), wissenschaftlicher Mitarbeiter und ehrenamtlicher Wissenschaftsredakteur der Zeitschrift Illustrated London News, gemacht hatte. In Zusammenarbeit mit Burton erstellte er prähistorische Tierillustrationen für ein nichtfachliches Publikum, wobei die erste seiner Zeichnungen am 30. September 1950 in der Illustrated London News erschien.
Burton machte ihn dann mit dem Paläontologen William Elgin Swinton (1900–1994) bekannt, und im Rahmen dieser Zusammenarbeit fertigte Parker zahlreiche Dinosaurier-Illustrationen an. Diese wurden in einer Reihe von Publikationen veröffentlicht, darunter in den Werken The Dinosaurs (1970) von Swinton und Dinosaurs: Their discovery and their world (1961) von Edwin H. Colbert. Im Auftrag des Museums erstellte Parker auch eine Reihe von Rekonstruktionen, die als Postkarten verkauft wurden.
Parker leistete Pionierarbeit bei der Rekonstruktion ganzer Paläo-Umgebungen von Dinosauriern und war bei seinen wissenschaftlichen Mitarbeitern im Museum hoch angesehen. Seine Zeichnungen in monochromer Gouache und lavierten Zeichnungen wurden zu Markenzeichen seines unverwechselbaren Stils, der die früher herrschenden Ansichten über das Aussehen dieser Kreaturen anschaulich wiedergab. 1958 illustrierte er das Buch Domini – The Golden Plover von C. W. Henry und 1961 das Werk A Game Ranger’s Notebook von Paul Smiles.
Am 16. Mai 1961 starb Parker während eines Kinobesuches in den USA im Alter von 51 Jahren an einem Herzinfarkt.
1993 präsentierte das Ulster Museum in Belfast die Ausstellung The Prehistoric World of Neave Parker. Werke von ihm befinden sich im Ulster Museum und im Natural History Museum.